# Горбачов Юрій (спортсмен)
Ю́рій Горбачо́в — військовик ЗСУ; учасник російсько-української війни. Учасник Ігор нескорених-2020.

## З життєпису
Проживає в місті Кривий Ріг. Учасник російсько-української війни; 40-й окремий мотопіхотний батальйон «Кривбас». Перше поранення зазнав в Іловайську, друге — у Дебальцевому 2015 року.
9 лютого 2015 року на опорному пункті «Мойша» отримали завдання прорватися q вивезти звідти поранених. Мали їхати лише добровольці — чимало росіян просочились повз «Мойшу», і евакуація поранених перетворилася у серйозний бій. Сформували невеличку колону; першим ішов «Болівар», далі — БМП-1 «Йожик» і БРДМ 40-го батальйону; танк з «Артемівська» замикав колону. У тунелі під трасою на Ростов помітили рух — Денис Каморников відпрацював у тунель осколково-фугасний заряд, потім відкрив вогонь з великокаліберного баштового кулемета по дворах. Перед ним за 200 метрів виїздить вантажівка з терористами; у гарматі якраз був заряджений осколково-фугасний снаряд. Денис влучив — від автомобіля тільки уламки розлетілися (потім виявилось, що одним снарядом убили 14 терористів). Проте вогонь був дуже щільний — з відстані 30–50 метрів. Десант з броні БМП та БРДМ почав працювати у відповідь, однак одразу ж загинули міліціонери з батальйону «Артемівськ» Дмитро Стрілець, Віктор Лаговський, Сергій Карпо; з батальйону «Львів» — Ігор Лехмінко, Владислав Домченко. Юрій Горбачов зазнав поранення.
Після передової важко повертався до звичного життя. Важко травмувало, що більшість людей не сприймала війну серйозно. Згадував, дивлячись на людей, які відпочивають, сидять у кафе та ресторанах, у гарному одязі, заповнені водою бліндажі взимку в Дебальцевому.
Ігри нескорених 2020 — бронзова нагорода у штовханні ядра.
2021 через карантин всеукраїнські Ігри Нескорених пройшли в онлайн-форматі. Юрій Горбачов здобув «бронзу» у штовханні ядра.